# Ашлънд (град, Орегон)
Ашлънд (на английски: Ashland) е град в окръг Джаксън, щата Орегон, САЩ. Ашлънд е с население от 21630 жители (2007) и обща площ от 16,83 km². Намира се на 577,6 m надморска височина. ЗИП кодът му е 97520, а телефонният му код е 541.